# Monolistra racovitzai
Monolistra racovitzai är en kräftdjursart som beskrevs av Hans Strouhal1928. Monolistra racovitzai ingår i släktet Monolistra och familjen klotkräftor.

## Underarter
Arten delas in i följande underarter:
- M. r. conopyge
- M. r. karamani
- M. r. racovitzai
- M. r. pseudoberica